# Litoranea Libica 1939

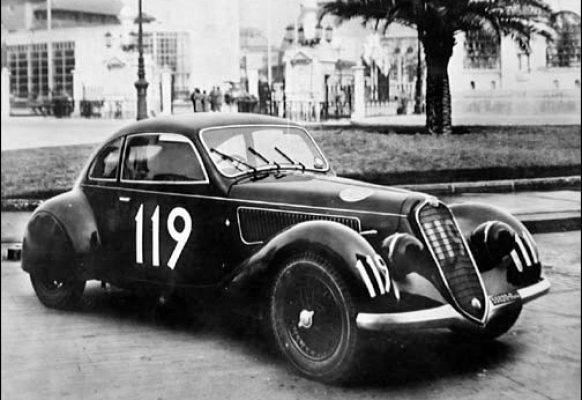
Benito Mussolinis persönlicher Chauffeur Ercole Boratto – hier gemeinsam mit Giovanni Battista Guidotti bei der Mille Miglia 1937 – gewann die Litoranea Libica mit Partner Consalvo Sanesi

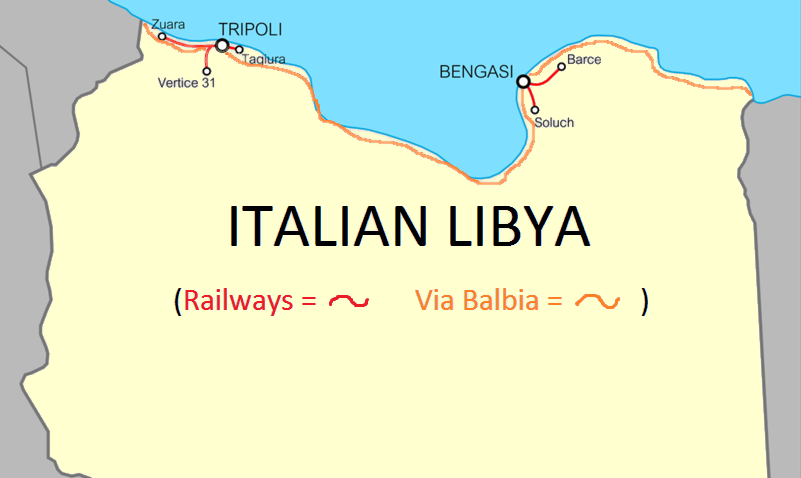
Via Balbia

Die Litoranea Libica 1939, auch II. Litoranea Libica, Tobruck-Tripoli und 1939 Mille Miglia, fand am 26. März statt und führte über 1500 km von Tobruk nach Tripolis.

## Das Rennen

### Die Route
Tobruk – Bengasi – Adschdabiya – Sirte – Misrata – al-Chums – Tripolis

### Vorgeschichte und Rennverlauf
Die seit Mille Miglia 1927 ausgetragene Mille Miglia kam 1938 zu einem tragischen Ende. Bis dahin von schweren Unfällen verschont geblieben, starben am 3. April 1938 in der Innenstadt von Bologna zehn Menschen, darunter sieben Kinder, als ein Lancia Aprilia in eine Zuschauergruppe geriet. Die Kritik an den schlechten Sicherheitsmaßnahmen in den italienischen Medien war groß. Als der Druck auf die Politik stieg, verbot die italienische Regierung mit dem Beginn des Jahres 1939 alle Straßenrennen. Ausgenommen von diesem Verbot waren nur Bergrennen und Veranstaltungen, die unter der faschistischen Verwaltung Siziliens standen.
Giovanni Lurani, der Rennfahrer, Journalist und Miteigentümer der Scuderia Ambrosiana, entwickelte die Idee eines Rundstreckenrennens, wie es die Targa Florio war. Auf einem hundert Kilometer langen Rundkurs rund um Brescia sollten 16 Runden gefahren werden. Die vier Organisatoren der Mille Miglia, Aymo Maggi, Franco Mazzotti, Giovanni Canestrini und Renzo Castagneto, lehnten den Vorschlag ab. Dass dennoch ein 1000-Meilen-Rennen zustande kam, war der italienischen Regierung zu verdanken, die eine Veranstaltung unter dem Namen 1939 Mille Miglia in der Kolonie Italienisch-Libyen organisierte. In Libyen fand bereits der Gran Premio di Tripoli statt, den Benito Mussolini immer wieder propagandistisch nutzte. Gefahren wurde im Frühjahr 1939 auf großen Teilen der 1937 erbauten Via Balbia. Der Start erfolgte in Tobruk und führte über 1500 Kilometer entlang der libyschen Küste ins Ziel nach Tripolis.
Das Interesse an diesem Rennen war gering. Selbst die Geschäftsleitung von Alfa Romeo benötigte eindeutige Anweisungen vom Regierungssitz in Rom, um drei Wagen zu melden. Auch die Einsatzwagen wurden in Rom bestimmt. Die Alfa Romeo 6C 2500 SS waren eine ungewöhnliche Wahl für ein Rennen in der Hitze am Rande der libyschen Wüste. Benito Mussolini meldete selbst einen 6C 2500 SS für seinen rennfahrenden Chauffeur Ercole Boratto und erklärte vollmundig, Boratto werde die Werksfahrer von Alfa Romeo schlagen, wenn sie mit demselben Rennwagenmodell ins Rennen gingen. Dementsprechend lief das Rennen ab. Boratto hatte mit Consalvo Sanesi einen professionellen Co-Piloten, ließ ihn aber selten ans Steuer, weil er den Zorn seines Chefs fürchtete. Der Zieleinlauf wurde zur Farce. Der überlegen führende Clemente Biondetti wurde knapp vor Tripolis – wo neben Mussolini und Italo Balbo die Honoratioren der Kolonialverwaltung auf den Sieger warteten – angewiesen anzuhalten und dem hinter ihm fahrenden Boratto (bei der Litoranea Libica gab es im Unterschied zur Mille Miglia einen Massenstart) vorbeizulassen. Biondetti tat wie ihm geheißen und ließ seinen Beifahrer Luigi Monzani knapp hinter Boratto ins Ziel fahren. Der Rückstand nach einer Fahrzeit von mehr als 11 Stunden betrug 21 Sekunden. Sechs Minuten dahinter kam Willi Briem im Werks-BMW 328 als Gesamtdritter ins Ziel.
Von den Veranstaltern der Mille Miglia wurde das kuriose Rennen nie als echte Mille angesehen und erhielt keine Nummerierung.

## Ergebnisse

### Schlussklassement
| 1           | SN + 1.5 |    | Benito Mussolini        | Ercole Boratto Consalvo Sanesi        | Alfa Romeo 6C 2500 SS | 10:37:19,000 |
| 2           | SN + 1.5 |    | Alfa Corse              | Clemente Biondetti Luigi Monzani      | Alfa Romeo 6C 2500 SS | 10:37:40,000 |
| 3           | S 2.0    |    | BMW                     | Willi Briem Theodor Holtzschuh        | BMW 328               | 10:43:10,000 |
| 4           | SN + 1.5 |    | Alfa Corse              | Carlo Maria Pintacuda Paride Mambelli | Alfa Romeo 6C 2500 SS | 10:52:18,000 |
| 5           | S 2.0    | 62 | BMW                     | Max zu Schaumburg-Lippe Ralph Roese   | BMW 328               | 11:01:11,000 |
| 6           | S 2.0    |    | BMW                     | Paul Heinemann Uli Richter            | BMW 328               | 11:02:45,000 |
| 7           | SN 1.1   |    | Giuseppe Rossi          | Giuseppe Rossi Angelo Molinari        | Fiat Millecento Coupe | 12:32:00,000 |
| 8           | SN 1.1   |    |                         | Bonomo Ferioli                        | Fiat 1100             | 12:52:01,000 |
| 9           | SN 1.5   |    | Ippolito Berrone        | Leoncini Ippolito Berrone             | Lancia Aprilia        | 13:02:52,000 |
| 10          | SN 1.1   |    | Sesto Leonardi          | Sesto Leonardi Scimbaldi              | Fiat 1100             | 13:04:36,000 |
| 11          | SN 1.5   |    | Luigi Bellucci          | Luigi Bellucci Costantini             | Lancia Aprilia        | 13:09:22,000 |
| 12          | SN 1.1   |    |                         | P. Ravano M. Lenzi                    | Fiat 1100             | 13:35:26,000 |
| 13          | SN 1.1   |    | Giacomo Palmieri        | Giacomo Palmieri                      | Fiat 1100             | 13:35:55,000 |
| 14          | SN 1.1   |    | Maria Antonietta Avanzo | Maria Antonietta Avanzo Fiorelli      | Fiat 1100             | 13:57:32,000 |
| 15          | SN 1.1   |    | Enrico Adanti           | Enrico Adanti                         | Fiat 1100             | 14:04:32,000 |
| 16          | SN 1.1   |    | Alberto Comirato        | Alberto Comirato Lia Comirato Dumas   | Fiat-Comirato 1100    | 14:08:53,000 |
| 17          | SN 750   | 14 | Giulio Baravelli        | Giulio Baravelli                      | Stanguellini SN750    | 14:36:40,000 |
| 18          | SN 1.5   |    | Leo Spoletini           | Leo Spoletini F. De Dominicis         | Lancia Aprilia        | 14:42:03,000 |
| 19          | SN 750   |    |                         | Bartolon Mme. Bartolon                | Fiat 500              | 15:52:43,000 |
| Ausgefallen |          |    |                         |                                       |                       |              |
| 20          | SN + 1.5 |    | Alfa Corse              | Giuseppe Farina                       | Alfa Romeo 6C 2500 SS |              |
| 21          | SN 750   | 44 | Franco Bertani          | Franco Bertani Enzo Crotti            | Stanguellini SN1100   |              |

### Nur in der Meldeliste
Zu diesem Rennen sind keine weiteren Meldungen bekannt.

### Klassensieger
| Klasse   | Fahrer           | Fahrer             | Fahrzeug              | Platzierung im Gesamtklassement |
| -------- | ---------------- | ------------------ | --------------------- | ------------------------------- |
| SN + 1.5 | Ercole Boratto   | Consalvo Sanesi    | Alfa Romeo 6C 2500 SS | Gesamtsieg                      |
| SN 1.5   | Leoncini         | Ippolito Berrone   | Lancia Aprilia        | Rang 9                          |
| SN 1.1   | Giuseppe Rossi   | Angelo Molinari    | Fiat Millecento Coupe | Rang 7                          |
| SN 750   | Giulio Baravelli |                    | Stanguellini SN750    | Rang 17                         |
| S 2.0    | Willi Briem      | Theodor Holtzschuh | BMW 328               | Rang 3                          |

### Renndaten
- Gemeldet: 21
- Gestartet: 21
- Gewertet: 19
- Rennklassen: 5
- Zuschauer: unbekannt
- Wetter am Renntag: unbekannt
- Streckenlänge: 1500,000 km
- Fahrzeit des Siegerteams: 10:37:19,000 Stunden
- Gesamtrunden des Siegerteams: 1
- Gesamtdistanz des Siegerteams: 1500,000 km
- Siegerschnitt: 141,416 km/h
- Pole Position: keine
- Schnellste Rennrunde: keine
- Rennserie: 1. Lauf zur Italienischen Sportwagen-Meisterschaft 1939